# Linköpings Squashklubb
Linköpings Squashklubb är en squashklubb i Linköping. Klubben är historiskt sett Sveriges mest framgångsrika med flera SM-titlar, senast säsongen 2001/2002, då både på herr- och damsidan.
2009 spelar man återigen i squashens elitserie efter att under fyra års tid saknat lag i högsta serien.